# Saint-Laurent-des-Mortiers
Saint-Laurent-des-Mortiers è un comune francese di 197 abitanti situato nel dipartimento della Mayenne nella regione dei Paesi della Loira.

## Società

### Evoluzione demografica
Abitanti censiti